# Bulbophyllum antennatum
Bulbophyllum antennatum là một loài phong lan thuộc chi Bulbophyllum.